# مرشد أحمد
مرشد أحمد (1957-) هو كاتب سوري، ولد في دارة عزة في حلب، عمل في الصحافة السورية محرراً في مجلة الجندي العربي وكان مدير تحرير مجلة أضواء اللبنانية، حصل على دكتوراه في الأدب العربي الحديث من مركز البحوث والدراسات العليا في جامعة السابع من أبريل الليبية، وهو عضو اتحاد الكتاب العرب - سوريا، عمل على تدريس مادتي الأدب العربي الحديث والأدب المقارن في كلية الآداب بجامعة سبها في ليبيا (1993-2005).

## مؤلفات
صدرت له عدة أعمال أدبية منها:

### سلسلة عبد الرحمن منيف
- المكان والمنظور الفني في روايات عبد الرحمن منيف، دار القلم العربي، حلب، 1998.[1]
- جماليات المكان في روايات عبد الرحمن منيف، جامعة حلب، 1992.[2]
- أنسنة المكان في روايات عبد الرحمن منيف، الطبعة السابعة، مؤسسة مقاربات، فاس، 2019.[3]
- جدل الإنسان والمكان في روايات عبد الرحمن منيف، مؤسسة مقاربات، فاس، 2018.
- تسريد المكان في روايات عبد الرحمن منيف، مؤسسة مقاربات، فاس، الطبعة الأولى، 2019.

### أخرى
- البنية والدلالة في روايات إبراهيم نصرالله، المؤسسة العربية للدراسات والنشر، بيروت، 2005. الطبعة الثانية، مؤسسة مقاربات، فاس 2018.[4]
- الحداثة السردية في روايات إبراهيم نصرالله، الدار العربية للعلوم ناشرون، بيروت 2010، الطبعة الثانية مؤسسة مقاربات، فاس، 2018.[5][6]
- مبادئ التحليل الأدبي – الاستكشاف الجمالي لعالم النص الشعري الطبعة الرابعة، دار الفرقان للغات والآداب، حلب، 2016.
- تراتيل لصاحبة العظمة (ديوان شعر) طبعة خاصة، حلب، 2011. الطبعة الثانية دار الفرقان للغات والآداب، حلب، 2018. الطبعة الثالثة، دار الفرقان للغات والآداب، 2019.
- المصاحبات النصية في روايات نبيل سليمان، دار الحوار، اللاذقية، 2018. الطبعة الثانية مؤسسة مقاربات، فاس، 2020.
- تنويعات سردية في الرواية العربية الحديثة، الهيئة العامة للكتاب، دمشق، 2019.
- آليات عرض الحكاية في روايات إبراهيم الكوني، دار الحوار، اللاذقية، 2019 .
- جماليات البنية الشكلية في النص الشعري – ألفة تجاور القديم والحديث، مؤسسة مقاربات، فاس، الطبعة الأولى، 2019.
- زمن الحب وزمن الموت (ديوان شعر) مؤسسة مقاربات، فاس، الطبعة الأولى، 2019.
- لا لون يأفل بعد القصيد (شعر وتشكيل) بالاشتراك مع د. جمال بو طيب، مؤسسة مقاربات، فاس، الطبعة الأولى، 2020.
- جماليات التعتيب النصي في شعر الحداثة، الهيئة العامة السورية للكتاب، دمشق، الطبعة الأولى، 2020.[7]
- الفرار من الجحيم إلى الجحيم، الجزء الأول وادي الحياة، رواية، مؤسسة مقاربات، فاس، الطبعة الأولى، 2020.

## جوائز
كرمه المنتدى العربي الخامس الذي نظمته حلقة الفكر العربي في مدينة فاس المغربية بالتعاون مع وزارة الثقافة المغربية وكلية الآداب – ظهر المهراز – خصصت له ندوة نقدية شارك فيها سبعة نقاد من الجامعات المغربية، وصدرت أبحاثهم في كتاب خاص بالتزامن مع فعاليات المنتدى عنوانه (بهجة المرافئ – قراءات في كتابات الدكتور مرشد أحمد النقدية).